# Wojciech Janicki

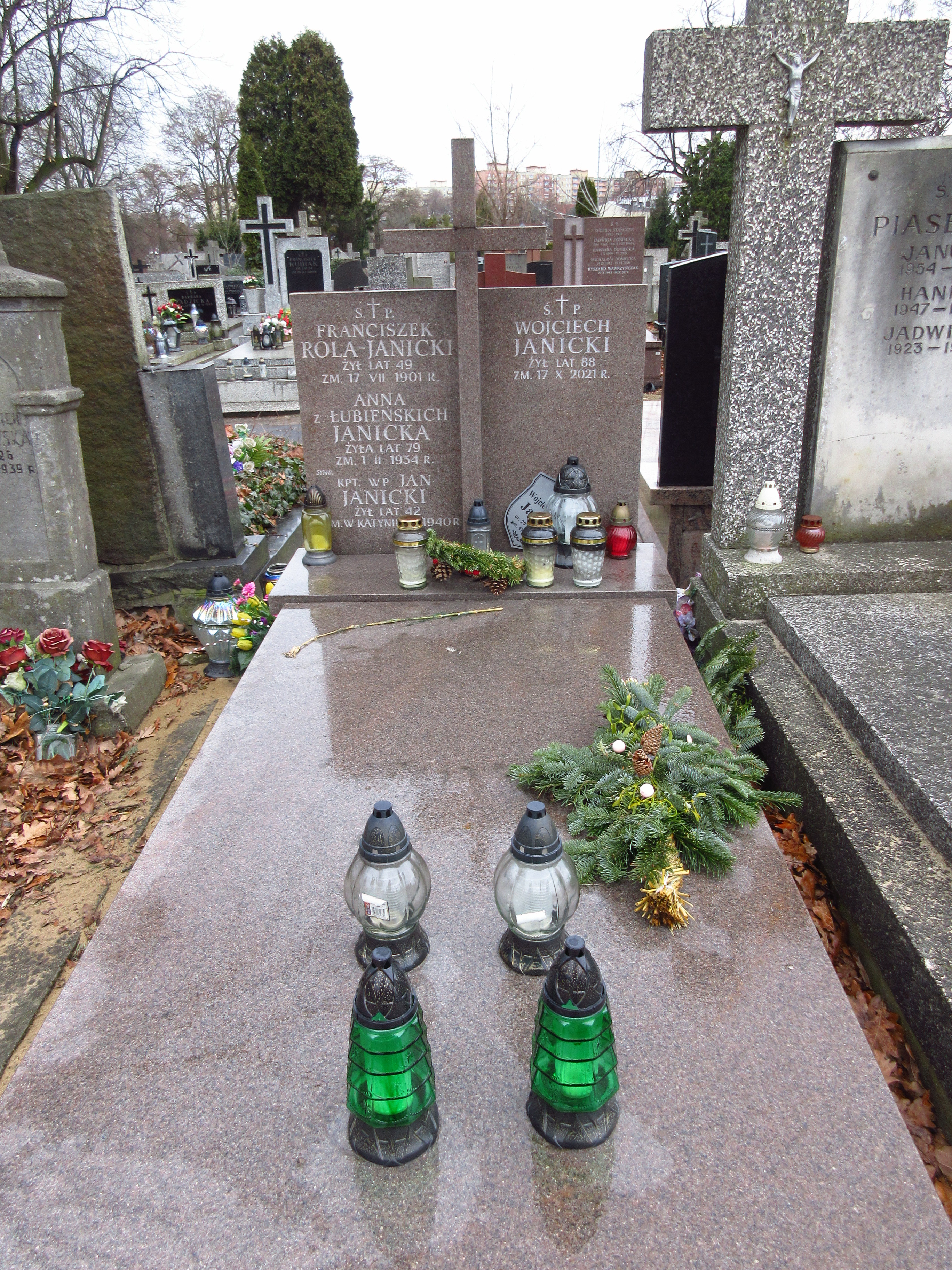
Grób Wojciecha Marii Janickiego na cmentarzu Bródnowskim

Wojciech Maria Janicki (ur. 23 sierpnia 1933 w Warszawie, zm. 17 października 2021 tamże) – polski historyk, publicysta i polityk, poseł na Sejm X kadencji (1989–1991).

## Życiorys
Syn Jana i Marii. W 1956 ukończył studia z zakresu historii na Katolickim Uniwersytecie Lubelskim. W latach 1954–1956 był redaktorem w oddziale dziennika „Słowo Powszechne” w Lublinie i w Kielcach, w 1957 został redaktorem dwutygodnika „Współczesność”. W okresie 1958–1962 pracował w tygodniku „Kierunki”, później pełnił funkcję redaktora naczelnego tego pisma (1972–1975). Od 1963 do 1969 był sekretarzem redakcji i zastępcą redaktora naczelnego miesięcznika „Życie i Myśl”, od 1970 przez dwa lata zajmował stanowisko zastępcy redaktora naczelnego „Wrocławskiego Tygodnika Katolików”. Od 1984 do 1987 był redaktorem naczelnym tygodnika „Zorza”, następnie do 1989 zastępcą redaktora naczelnego miesięcznika „Kultura, Oświata, Nauka”.
W 1957 wstąpił do Stowarzyszenia „Pax”. Od 1965 był członkiem zarządu głównego tej organizacji, wchodził w skład jego prezydium. Był redaktorem w Zespole Prasy i Wydawnictw „Pax” (1976–1981) i kierownikiem wydziału szkolenia stowarzyszenia (1982–1983). W 1985 objął funkcję przewodniczącego zarządu oddziału stołecznego. W latach 80. zasiadał w Radzie Narodowej miasta stołecznego Warszawy, od 1988 jako jej wiceprzewodniczący.
W 1989 uzyskał mandat posła na Sejm kontraktowy. Został wybrany w okręgu Warszawa-Śródmieście. Przewodniczył jednej z komisji nadzwyczajnych, pracował także w Komisji Regulaminowej i Spraw Poselskich oraz Komisji Łączności z Polakami za Granicą. Sprawował funkcję sekretarza klubu poselskiego Stowarzyszenia „Pax”. W wyborach w 1991 bez powodzenia ubiegał się o reelekcję z listy Chrześcijańskiej Demokracji.
Pochowany na cmentarzu Bródnowskim w Warszawie (kwatera 58F–5–30).

## Odznaczenia
- Krzyż Kawalerski Orderu Odrodzenia Polski (1985)
- Złoty Krzyż Zasługi
- Srebrny Krzyż Zasługi[4]